# Cycnoderus barbatus
Cycnoderus barbatus är en skalbaggsart som beskrevs av Pierre-Émile Gounelle 1911. Cycnoderus barbatus ingår i släktet Cycnoderus och familjen långhorningar.
Artens utbredningsområde är:
- Costa Rica.
- Panama.

Inga underarter finns listade i Catalogue of Life.